# 34148 Marchuo
34148 Marchuo este o planetă minoră (asteroid), cu un diametru de 3,132 km, din centura de asteroizi. A fost descoperită pe 24 august 2000 la Experimental Test Site⁠(d) de Lincoln Near-Earth Asteroid Research. 
Obiectul prezintă o orbită caracterizată de o semiaxă mare de 2,438885 UAi, o excentricitate de 0,06, o înclinație de 3,46993 ° în raport cu ecliptica.